# Gabrielle Richards
Gabrielle Ann Richards (Melbourne, 19 novembre 1984) è un'ex cestista australiana.

## Carriera
Con l'Australia ha disputato i Campionati mondiali del 2014.